# 馬拉庫拉島
馬拉庫拉島（Malakula）是太平洋島國瓦努阿圖的島嶼，由馬朗巴省負責管轄，面積2,041平方公里，是該國第二大島嶼，島上最高點879米，2000年人口30,000，使用接近30種語言。

## 外部連結
- Malakula Flag （页面存档备份，存于）
- Malekula Island Hiking & Tourism （页面存档备份，存于）
- Malekula Images
- Malekula Interactive Map （页面存档备份，存于）